# بورصة مسقط
سوق مسقط للأوراق المالية، (بالإنجليزية: Muscat Securities Market)‏، تم إنشاؤه بموجب المرسوم السلطاني السامي رقم 53/ 88 بتاريخ 21 يونيو 1988 ككيان واحد يهدف إلى تنظيم سوق الأوراق المالية العمانية، وليسهم مع بقية المؤسسات المالية الأخرى في استكمال البنية التحتية، للقطاع المالي في السلطنة، وقد كانت عبارة عن جهاز حكومي.
أهم أهدافها : الإشراف على سير عمليات بيع وشراء الأوراق المالية، والعمل على إرساء أسس العدالة في التسعير، وسلامة الإجراءات، وتسوية الحقوق، والالتزامات أصوليا، فيما بين أطراف التعامل (بائعين، ومشترين)، وكانت تمارس الرقابة على شركات الوساطة للتأكد من سلامة عملها ورصد ونشر المعلومات عن شركات المساهمة المدرجة فيها والإفصاح عن بياناتها خدمة لجمهور المستثمرين.
استمرت السوق على هذا النحو إلى أن صدر المرسوم السلطاني السامي رقم 80/98 والذي نصت المادة (3) منه على إلغاء المرسوم السلطاني رقم 88/53 المنشئ لسوق مسقط للأوراق المالية (السابقة) ليحل محلها جهازان هما الهيئة العامة لسوق المال وسوق مسقط للأوراق المالية. أما سوق مسقط للأوراق المالية الحالية فقد أصبحت كيانا قانونيا وحدها تتمتع بالشخصية الاعتبارية وتستمد شرعيتها من المرسوم السلطاني السامي رقم (80/ 98)، حيث نصت المادة (9) منه على الآتي :- (يتم قيد وتداول الأوراق المالية في سوق يسمى «سوق مسقط للأوراق المالية» وتتمتع السوق بالشخصية الاعتبارية ويكون مقرها مدينة مسقط وتتبع السوق الهيئة)
أيضا تم إنشاء شركة مسقط للإيداع وتسجيل الأوراق المالية وهي عبارة عن شركة مساهمة عمانية مقفلة (ش.م.ع.م) تأسست بالمرسوم السلطاني السامي رقم : (82/ 98) بتاريخ 25- فبراير - 1998 وتمتلك سوق مسقط للأوراق المالية 60% من رأسمالها كما تمتلك البنوك وشركات الوساطة والاستثمار الحصة الباقية من رأسمالها.
لقد نصت المادة (11) من قانون سوق راس المال على أن يقوم على إدارة السوق وتنظيم شئونها مجلس إدارة يختص بتصريف أمورها واتخاذ الإجراءات اللازمة لتحقيق الأهداف التي أنشأت من اجلها في حدود السياسة العامة للهيئة ويتولى مجلسها- فيما بين أمور أخرى - إعداد مشاريع اللوائح والأنظمة الداخلية والتعليمات اللازمة لتنظيم السوق وعرضها علــــى مجلس إدارة الهيئة لاعتمادها ويشكل مجلس إدارة السوق من مدير عام السوق وممثل عن الهيئة والبنك المركزي العماني وأربعة أعضاء تنتخبهم الجمعية العامة للسوق كما ويصدر مجلس إدارة الهيئة قرار بتعيين كل من مدير عام السوق ورئيس مجلس إدارتها
أما الجمعية العامة للسوق فتتكون من شركات المساهمة التي يتم تداول أسهمها في السوق والوسطاء المرخص لهم والبنك المركزي العماني.
ظلت حكومة السلطنة تعمل على تطوير سوق الأوراق المالية العماني وذلك بتبني إصلاحات واسعة جعلتها مواكبة للأساليب والمعايير المتعارف عليها دوليا وذلك بغية استقطاب المدخرات المحلية وجذب الاستثمارات الخارجية وقد شملت هذه الإصلاحات الجوانب التشريعية والتنظيمية بما فيها أسلوب التعامل بالأوراق المالية وآليات التسوية والمقاصة بالإضافة إلى الوساطة المالية. ونتيجة لهذا أصبحت سوق السلطنة مؤهلة لان تلعب دورا هاما في تنفيذ سياسة الدولة الرامية إلى تخصيص مؤسسات القطاع العام.على صعيد العلاقات الإقليمية والدولية فان خطط إدارة سوق مسقط للأوراق المالية هي توطيد العلاقات الإستراتيجية بالبورصات العالمية فهي الآن عضو في اتحاد البورصات الأوربية والأسيوية واتحاد البورصات العربية هذا فضلا عن توقيعها مذكرات تفاهم مع بعض البورصات العالمية منها بورصــــــــــــــة لنـدن، وبورصـــة القاهرة والإسكندرية وبورصــــــة كوالامبور

## مؤشر سوق مسقط 30 (MSM30)
أنشئ مؤشر سوق مسقط للأوراق المالية في عام 1992م وتم اختيار شهر يونيو لعام 1990م كفترة أساس لاحتساب المؤشر. وأختلف عدد الشركات المكونة لعينة المؤشر منذ ذلك التاريخ ليستقر حالياّ عند أنشط 30 شركة على مستوى السوق ككل. حيث سيعتمد المؤشر اعتبارا من الأول من يوليو 2009 الترجيـح بالقيمة السوقيـة للأسهم الحرة المتاحـة للتـداول في الشركات "Free Float"، وهو الأسلوب المعتمد في معظم المؤشرات حاليا. ومن أجل هذه الأغراض تم مراعاة الأتي:

لأغراض احتساب مؤشر سوق مسقط للأسهم الحرة يتم مراعاة الأتي:
1. يتم قياس وزن الشركة في المؤشر بعدد الأسهم الحرة المتاحة للتداول فقط وذلك من خلال استبعاد أسهم المؤسسين (المحجوزة لمدة سنتين حسب المادة رقم 77 من قانون الشركات التجارية العماني) وأسهم الحكومة، ومجموع الملكيات التي تبلغ 10% أو أكثر من رأس مال الشركة. هذا إلى جانب استبعاد جميع الأسهم غير القابلة للتداول لفترة تزيد عن ثلاثة أشهر.
2. تم وضع حد أقصى لوزن الشركة الواحدة في المؤشر بحيث لا يتجاوز 10%، للحد من تأثير الشركات ذات القيمة السوقية المرتفعة على حركة المؤشر.
3. تتم مراجعة نسبة الاسهم الحرة في العينة ونسبة التحديد (CAP) بشكل ربعي خلال السنة حيث ستتم المراجعة نهاية (ديسمبر، مارس، يونيو، سبتمبر). كما يتم مراجعه وتعديل عينة المؤشر حسب معايير الاختيار المحددة وهي (السيولة، القيمة السوقية والربحية) في بداية شهر يوليو من كل عام.
يهدف مؤشر سوق مسقط(30) إلى إبراز التغيرات اليومية لأسعار الشركات المدرجة في سوق مسقط للأوراق المالية بشكل موضوعي وعادل، كما أنه يعتبر معيار أساسي للمستثمرين لمقارنة أداء محافظهم الاستثمارية مع أداء السوق ككل.

## التكنولوجيا
في مجال تقنية المعلومات، أكملت السوق إجراءاتها المتعلقة باستبدال نظام التداول الإلكتروني المستخدم حاليا منذ عام 1998 بنظام آخر أكثر حداثة وكفاءة ويعمل وفقا للمعايير الدولية المطبقة في الأسواق المتقدمة ويتماشى مع تطلعات السوق في تطوير صناعة الأوراق المالية في السلطنة وقد تم تشغيل نظام التداول الإلكتروني من شركة أتوس يورونيكست وهو نظام فرنسي متطور، وقد تم اختيار النظام الفرنسي وهو نظام متطور تستخدمه العديد من البورصات العالمية المتقدمة، ويضمن النظام الجديد توفير البيانات والمعلومات بشكل فوري للجهات الرقابية تمكنهم من تفعيل دورها الرقابي على التعاملات في السوق أولا بأول، كما يقوم النظام على بث بيانات التداول بشكل فوري لجميع المستخدمين. كما سيمكن السوق من إضافة العديد من أدوات الاستثمار الجديدة مستقبلا وكذلك سهولة الربط مع الأسواق المالية الخليجية والعربية......

## شهادة الأيزو
تم منح سوق مسقط للاوراق المالية شهادة الأيزو 2008:ISO 9001 في مجال تداول الأوراق المالية

## أوقات التداول
أوقات التداول من الساعة 10:00 صباحاً حتى 2:00 ظهراً من يوم الأحد لغاية الخميس وتحدد العطل الرسمية من قبل السوق بحيث يتم الإعلان عنها سابقاً.